# 1994 în jocuri video
Acest articol prezintă evenimente importante legate de jocuri video din anul 1994. Vezi și istoria jocurilor video.
Anul 1994 a fost un an semnificativ pentru industria jocurilor video, aducând inovații tehnologice, lansări de jocuri iconice și evenimente importante care au modelat viitorul gaming-ului. În acest an, dezvoltatorii au explorat noi genuri și au perfecționat formulele existente, oferind jucătorilor experiențe memorabile.

## Lansări Notabile de Jocuri

### Final Fantasy VI
Final Fantasy VI, lansat de Square pentru Super Nintendo Entertainment System (SNES), este considerat unul dintre cele mai bune jocuri de rol din toate timpurile. Jocul a fost lăudat pentru povestea sa complexă, personaje bine dezvoltate și inovațiile în gameplay. A introdus sistemul de Magie și Esper, permițând jucătorilor să personalizeze abilitățile personajelor lor.

### Donkey Kong Country
Donkey Kong Country, dezvoltat de Rare și publicat de Nintendo, a revoluționat grafică pe consolele de 16-biți prin utilizarea pre-randărilor 3D pentru a crea sprite-uri 2D foarte detaliate. Jocul a fost un succes critic și comercial, lăudat pentru gameplay-ul său rapid, design-ul nivelurilor și muzica compusă de David Wise.

### Super Metroid
Super Metroid, dezvoltat de Nintendo pentru SNES, este un alt titlu iconic lansat în 1994. Considerat unul dintre cele mai bune jocuri de acțiune-aventură, Super Metroid a introdus o structură non-liniară de explorare, combinată cu un design excepțional al nivelurilor și o atmosferă captivantă.

### Warcraft: Orcs & Humans
Warcraft: Orcs & Humans a marcat începutul unei francize legendare. Dezvoltat de Blizzard Entertainment, acest joc de strategie în timp real (RTS) a stabilit bazele pentru viitoarele jocuri de strategie și a fost precursorul popularului Warcraft III și fenomenului global, World of Warcraft.

### The Elder Scrolls: Arena
The Elder Scrolls: Arena, dezvoltat de Bethesda Softworks, a fost primul joc din seria The Elder Scrolls. Acesta a oferit o lume deschisă vastă și un gameplay extrem de liber, permițând jucătorilor să exploreze și să interacționeze cu lumea jocului într-un mod fără precedent.

## Evenimente Majore

### Lansarea Sony PlayStation
În 1994, Sony a lansat PlayStation în Japonia, marcând începutul unei noi ere în jocurile video. PlayStation a fost primul sistem de jocuri al Sony și a introdus discuri compacte (CD-uri) ca suport principal, oferind mai mult spațiu de stocare și posibilități extinse pentru dezvoltatori. Aceasta a pus bazele succesului global al PlayStation și a contribuit la tranziția de la cartușe la CD-uri în industria jocurilor.

### Sega Saturn
Sega a lansat consola Sega Saturn în Japonia în 1994. Saturn a fost cunoscută pentru capacitățile sale puternice de grafică 2D și a fost prima consolă Sega care a utilizat CD-uri ca suport principal. Deși a avut un început promițător în Japonia, Saturn a întâmpinat dificultăți în competiția cu PlayStation în alte regiuni.

### Transferul de Tehnologie și Inovații
1994 a fost un an crucial pentru tranziția de la grafică 2D la grafică 3D în jocuri video. Dezvoltatorii au început să exploreze capacitățile 3D ale noilor console și PC-uri, pregătind terenul pentru jocuri mai complexe și mai imersive. Titluri precum Virtua Fighter și Tekken au demonstrat potențialul jocurilor de luptă 3D.

## Alte Lansări Remarcabile
- Earthworm Jim: Un platformer de acțiune dezvoltat de Shiny Entertainment, cunoscut pentru umorul său absurd și design-ul creativ al nivelurilor.
- System Shock: Un joc de acțiune-aventură și rol dezvoltat de Looking Glass Technologies, apreciat pentru povestea sa captivantă și gameplay-ul inovativ.
- Sonic the Hedgehog 3: Continuarea popularului joc de platformă dezvoltat de Sega, care a adus noi personaje și mecanici de gameplay.

## Impactul Cultural
Jocurile lansate în 1994 au avut un impact semnificativ asupra culturii pop și au influențat dezvoltările ulterioare în industria jocurilor video. Jocuri precum Final Fantasy VI și Super Metroid au stabilit standarde în povestire și design, iar lansarea PlayStation a schimbat peisajul gaming-ului pentru totdeauna. De asemenea, inovațiile tehnologice din acest an au pregătit scena pentru evoluțiile viitoare în grafică și gameplay.

## Concluzie
Anul 1994 rămâne un an de referință în istoria jocurilor video. Cu lansări memorabile, inovații tehnologice și evenimente care au schimbat industria, 1994 a contribuit semnificativ la formarea și evoluția gaming-ului modern.